# Operário FC (MT)
Der Operário Futebol Clube ist ein brasilianischer Fußballverein aus Várzea Grande im Bundesstaat Mato Grosso.

## Geschichte
Der Verein wurde 2002 von einem Dissidenten des lokalen Traditionsclubs CE Operário Várzea-Grandense (CEOV) gegründet, nachdem diesem die Lizenz vom Landesverband von Mato-Grosso (FMF) entzogen wurden war. Ihm entlieh er sich auch seine Vereinsfarben und Emblem. Eine Fusionierung mit dem Mutterverein wurde 2006 abgelehnt. In der nationalen Fußballmeisterschaft Brasiliens war der OFC 2015 noch in der untersten Liga vertreten, der Série D, die er als Tabellenvorletzter aber verlassen musste. 2017 folgten in Mato-Grosso der Abstieg in die Zweitklassigkeit sowie finanzielle Schwierigkeiten. Nach einem Rechtsstreit mit dem CEOV änderte der Club seine Farben und Emblem, behielt aber den Namen bei.
2018 gewann der Club zum zweiten Mal die Staatsmeisterschaft im Fußball der Frauen.

## Erfolge
Männer:
| Staatsmeisterschaft von Mato Grosso | (1×): | 2006       |
| Staatspokal von Mato Grosso         | (1×): | 2005, 2024 |

Frauen:
| Staatsmeisterschaft von Mato Grosso | (4×): | 2015, 2018, 2019, 2024 |